# Schefflera asymmetrica
Schefflera asymmetrica är en araliaväxtart som beskrevs av David Gamman Frodin. Schefflera asymmetrica ingår i släktet Schefflera och familjen araliaväxter. Inga underarter finns listade.